# Энтони Джошуа — Александр Поветкин
Энтони Джошуа — Александр Поветкин — профессиональный боксёрский 12-раундовый поединок в тяжёлом весе между двумя олимпийскими чемпионами по боксу в супертяжёлой весовой категории: Энтони Джошуа — победителем Олимпийских игр 2012 года в Лондоне — и Александром Поветкиным — победителем Олимпийских игр 2004 года в Афинах. Бой проводился за титулы чемпиона мира по версиям World Boxing Association Super, International Boxing Federation, International Boxing Organisation и World Boxing Organisation, которыми на момент поединка обладал Энтони Джошуа. Бой состоялся 22 сентября 2018 года на стадионе «Уэмбли» в Лондоне.
31 марта 2018 года на стадионе «Миллениум» в Кардиффе Энтони Джошуа единодушным решением судей победил Джозефа Паркера и объединил титулы чемпиона мира по версиям WBA Super, IBF, WBO и IBO, а Александр Поветкин нокаутом победил Дэвида Прайса и стал обязательным претендентом на титул WBA Super. После победы над Паркером Джошуа выразил желание провести поединок против чемпиона мира по версии WBC Деонтея Уайлдера, но переговоры завершились неудачей. После этого его следующим соперником, как обязательный претендент на титул WBA Super, был назначен Александр Поветкин.
Поединок начался 22 сентября в 22:17 по лондонскому времени. Поединок проходил с переменным успехом. В первой половине боя Джошуа был малоактивен в ударах, а больше двигался, Поветкин работал силовыми ударами. В конце 1-го раунда Поветкин сумел потрясти Джошуа и разбить ему нос. В четвёртом раунде в результате атаки Джошуа у Поветкина образовалось рассечение над левым глазом. В 7-м раунде Джошуа отправил Поветкина в тяжёлый нокдаун, россиянин встал, но через несколько секунд Джошуа вновь бросился атаковать, в результате чего рефери остановил поединок. За несколько секунд до остановки поединка Джошуа пробил серию мощнейших ударов, которые привели к падению Поветкина сразу после остановки боя. Победа была присуждена Энтони Джошуа с формулировкой TKO7 (технический нокаут в 7-м раунде).

## Предыстория

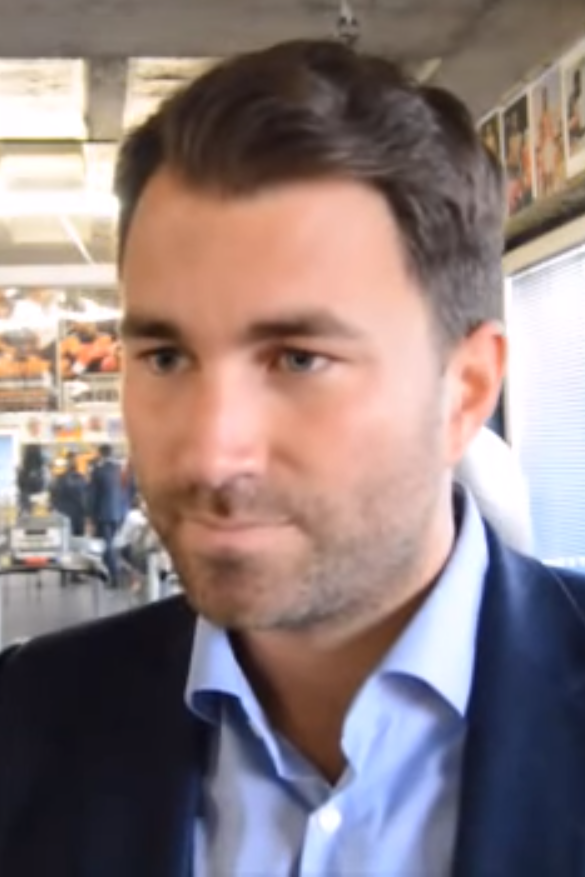
Эдди Хирн — промоутер Энтони Джошуа

31 марта 2018 года на стадионе «Миллениум» в Кардиффе (столица Уэльса) состоялся боксёрский вечер, во время которого прошло 8 поединков (5 из них были титульными). Главным боем вечера стал поединок между непобеждёнными до того чемпионами мира Энтони Джошуа (20-0, 20 KO) и Джозефом Паркером (24-0, 18 KO) за титулы чемпиона мира по боксу в супертяжёлом весе по версиям WBA Super, IBF, IBO, обладателем которых был Джошуа, и титул чемпиона мира по версии WBO, принадлежавший Паркеру. Поединок прошёл с преимуществом Джошуа, но при этом продлился все отведённые на него 12 раундов, по истечении которых Энтони Джошуа победил единогласным решением судей со счетом 118—110; 118—110; 119—119. В этом же андеркарте прошёл бой между российским боксёром Александром Поветкиным (33-1, 23 KO) и англичанином Дэвидом Прайсом (22-4, 18 KO) за титулы интерконтинентального чемпиона по версии WBA и интернационального чемпиона по версии WBO, которые принадлежали Поветкину. Поединок продлился пять раундов из двенадцати запланированных. В третьем раунде соперники обменялись нокдаунами, а в пятом Поветкин нокаутировал Прайса.

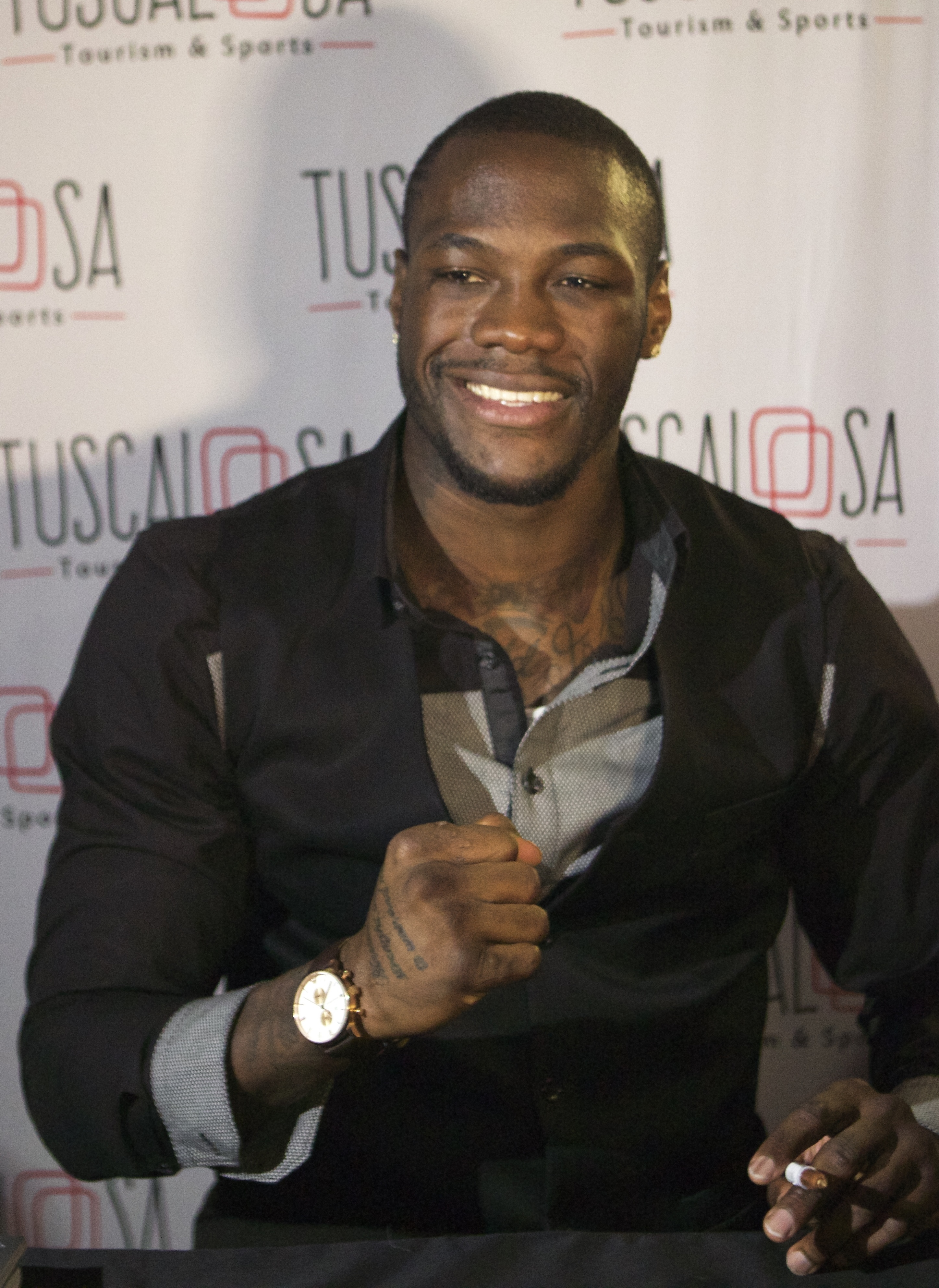
Деонтей Уайлдер — чемпион мира в супертяжёлом весе по версии WBC

Ещё до этих боев, 29 марта, промоутер Джошуа — Эдди Хирн — заявил, что британец должен провести поединок против Александра Поветкина в 2018 году. 3 апреля промоутер российского боксёра Андрей Рябинский сообщил, что между ним и Хирном существует договорённость, согласно которой бой пройдёт до конца года. 6 апреля Рябинский написал на своей странице в «Твиттере» о том, что Поветкин стал официальным претендентом на титул супер-чемпиона мира по версии WBA, которым владел Джошуа, на переговоры отведено 30 дней, а на организацию боя — 150. В свою очередь Джошуа заявил, что хочет провести поединок против чемпиона мира по версии WBC Деонтея Уайлдера, но при этом он не хотел потерять пояс супер-чемпиона мира по версии WBA. Лучшим вариантом, по мнению Джошуа, был бы перенос боя с Поветкиным на конец 2018 или на 2019 год. 13 апреля британский боксёр сообщил, что, скорее всего, следующим его соперником может стать либо Поветкин, либо американец Джаррелл Миллер (21-0-1, 18 KO).

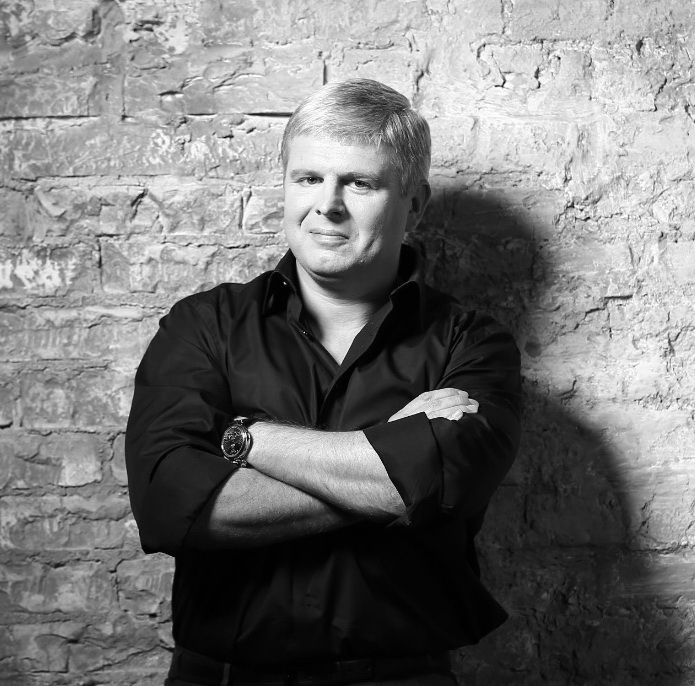
Андрей Рябинский — промоутер Александра Поветкина

15 мая 2018 года Рябинский написал в «Твиттере», что бой Джошуа — Поветкин состоится вскоре в Лондоне. К концу мая переговоры между Джошуа и Уайлдером начали заходить в тупик из-за того, что американец не хотел проводить поединок в Великобритании. Самым вероятным кандидатом на его замену являлся Александр Поветкин, окончательно ситуация с будущим соперником Джошуа должна была проясниться в течение двух следующих недель. 26 июня Всемирная боксёрская ассоциация (WBA) обязала Энтони Джошуа подписать контракт на бой с Александром Поветкиным. В тот же день Шелли Финкель (менеджер Деонтея Уайлдера) в интервью газете World Boxing News объявил, что получил письмо от Хирна, в котором сообщалось, что следующий бой Джошуа пройдёт против Поветкина, а бой с Уайлдером может состояться после него в апреле 2019 года.
16 июля были утверждены дата и место проведения поединка. Бой был назначен на 22 сентября 2018 года и должен был пройти на стадионе «Уэмбли» в Лондоне. 18 июля в Нью-Йорке прошла первая дуэль взглядов между Поветкиным и Джошуа.
21 сентября 2018 года состоялось взвешивание перед поединком. Джошуа весил 111,8 килограмма, а Поветкин 100,7 килограмма.

### Подготовка к бою
29 июля 2018 года стало известно, что бывший чемпион мира по версиям WBA, IBF, WBO и IBO, а также по версии боксёрского журнала The Ring Владимир Кличко (64-5, 54 KO), который в своём последнем бою в апреле 2017 года проиграл техническим нокаутом Энтони Джошуа, будет его спарринг-партнёром во время подготовки к бою против Александра Поветкина. Двумя другими спарринг-партнёрами Энтони Джошуа стали немецкий боксёр Агит Кабайел (18-0, 13 КО), который выступает в тяжёлом весе, и британец конголезского происхождения Мартин Баколе Илунга (11-0, 8 КО), который также выступает в тяжёлом весе и на тот момент владел титулом IBO Continental.

 Я полностью сконцентрировался на предстоящем событии. В моих планах провести очень агрессивный бой, который покажет всем мой стиль. Собираюсь просто выйти в ринг и вырубить Поветкина. Точно так же, как пытаюсь сделать в боях с любым другим соперником. Может, я навяжу ему адскую рубку, а может, мы будем красиво боксировать. Я — универсальный боец и могу принять любой ход событий, который попытается навязать соперник, но моя задача — вырубить Поветкина.— Энтони Джошуа перед поединком с Поветкиным
По утверждению промоутера Джошуа Эдди Хирна, англичанин плохо подготовился к поединку с Поветкиным, он получил травмы, а за неделю до боя заболел ОРВИ.
Спарринг-партнёрами Поветкина были следующие боксёры-профессионалы: украинцы Владислав Сиренко (9-0, 8 KO) и Александр Захожий (8-0, 6 KO), хорват Петар Милас (12-0, 9 KO), британец Даниель Дюбуа (8-0, 8 KO), польский боксёр нигерийского происхождения Изуагбе Угонох (18-1, 15 КО), а также украинский боксёр-любитель Владимир Кацук. Помимо этого, предложение стать спарринг-партнёром россиянина получил британский боксёр-профессионал, серебряный призёр Олимпиады 2016 года Джозеф Джойс (5-0, 5 KO), но он отказался.

### Букмекерские ставки
По мнению букмекеров, фаворитом в поединке был Энтони Джошуа. В различных букмекерских конторах ставки на его победу принимались с коэффициентом от 1,06 до 1,11. Ставки на Александра Поветкина принимались с коэффициентом от 6,5 до 9,55. Коэффициент на ничью равнялся двадцати шести. Ставка на победу Поветкина нокаутом принималась с коэффициентом 10, в то время как коэффициент на нокаут от Джошуа составлял 1,36.

## Телевизионные трансляции поединка
| Канал                 | Страна         |
| --------------------- | -------------- |
| Sky Sports Box Office | Великобритания |
| Интер                 | Украина        |
| Матч! Боец            | Россия         |
| Матч ТВ               | Россия         |

## Ход боя
На поединке присутствовало 80 000 человек. Первым в 22 часа 7 минут (по лондонскому времени, UTC+1) на ринг вышел Александр Поветкин, Джошуа последовал за ним в 22 часа 10 минут. Поединок начался в 22 часа 17 минут.
В первом раунде Джошуа старался работать джебами (прямыми ударами), в то время как Поветкин сделал ставку на акцентированные удары и комбинации. За несколько секунд до конца раунда «Русский витязь» пробил комбинацию ударов, два из которых — левый хук (боковой удар) и правый апперкот (удар снизу) — сумели, по выражению комментатора Sport.ru, «качнуть» Джошуа. Во втором раунде Поветкин перехватил инициативу и начал выходить на среднюю и ближнюю дистанции, Джошуа же практически не наносил удары, а главным образом отходил. После одной из атак российского боксёра стало заметно, что он разбил нос британцу. В первой половине третьего раунда Энтони Джошуа нанёс серию силовых ударов, но Поветкин смог защититься от них. Британский боксёр также начал активнее работать прямыми неакцентированными ударами. Поветкин выжидал подходящие моменты и атаковал. За эти действия некоторые комментаторы сравнили Поветкина с американским боксёром Майком Тайсоном (50-6, 44 KO).
В четвёртом раунде у Поветкина появилось рассечение над левой бровью. Его темп ведения боя начал снижаться, что говорило о том, что российский боксёр начал уставать. Джошуа всё чаще пробивал джебы и «вязался» в клинчах. В пятом раунде Поветкин продолжил работать в ближнем бою, нанося акцентированные удары, но не мог преодолеть защиту Джошуа. Сам Джошуа работал прямыми ударами и старался не подпускать Поветкина на ближнюю дистанцию. К 6-му раунду россиянин заметно устал, ещё больше снизил свой темп, что позволило британскому боксёру взять бой под свой контроль. Он начал пробивать на отходе акцентированные джебы и более активно работал в ближнем бою.

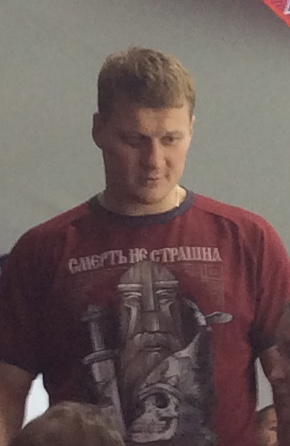
Александр Поветкин в начале апреля 2018 года

За минуту и 23 секунды до конца седьмого раунда Джошуа, пробив правый прямой в челюсть противника, потряс уставшего Поветкина. Заметив это, он пошёл на добивание, и в результате «Русский витязь» оказался в нокдауне. Поветкин сумел подняться и после отсчёта рефери попытался продолжить бой, но британец снова пошёл на добивание, а Александр был уже не в силах отвечать на его удары. Стив Грей (рефери поединка) остановил бой. Тренер Поветкина Иван Кирпа дал отмашку рефери, что его подопечный не может продолжать бой, а за несколько секунд до остановки поединка Джошуа пробил серию мощнейших ударов, которые привели к падению Поветкина сразу после остановки боя.
На момент остановки боя счёт на судейских записках был: 59-55, 58-56 и 58-56 — в пользу Джошуа.

Он не потряс меня в первом раунде. Он попал двойкой, и я просто потерял баланс. То есть я не терял сознания, и мне не нужна была минута на восстановление после этого. Да, это был хороший удар, он разбил мне нос, но не более того. Мне оставалось принять это и вернуться в бой. Поветкин мог сделать мне больно. Он силён, у него серьёзные удары — врать не буду. К тому же он быстрый для этого веса. Если бы он чисто попал определёнными ударами, это могло бы плохо закончиться для меня. Думаю, он составил бы проблем очень многим тяжеловесам.— Энтони Джошуа после поединка с Поветкиным

### Статистика ударов
Ударов всего
| Боксёр             | Раунд                             | 1      | 2      | 3      | 4      | 5      | 6      | 7      | Всего      |
| ------------------ | --------------------------------- | ------ | ------ | ------ | ------ | ------ | ------ | ------ | ---------- |
| Энтони Джошуа      | Попаданий (из них в корпус)/всего | 8/34   | 15/43  | 9/41   | 15/29  | 9/35   | 21/47  | 13/27  | 90(29)/256 |
| Энтони Джошуа      | Процент попаданий                 | 23,5 % | 34,9 % | 22 %   | 51,7 % | 25 %   | 44,7 % | 48,1 % | 35,2 %     |
|                    |                                   |        |        |        |        |        |        |        |            |
| Александр Поветкин | Попаданий (из них в корпус)/всего | 5/19   | 13/39  | 6/28   | 7/30   | 8/31   | 6/28   | 2/6    | 47(10)/181 |
| Александр Поветкин | Процент попаданий                 | 26,3 % | 33,3 % | 21,4 % | 23,3 % | 25,8 % | 21,4 % | 33,3 % | 26 %       |

Джебы
| Боксёр             | Раунд                             | 1    | 2      | 3    | 4      | 5      | 6      | 7      | Всего      |
| ------------------ | --------------------------------- | ---- | ------ | ---- | ------ | ------ | ------ | ------ | ---------- |
| Энтони Джошуа      | Попаданий (из них в корпус)/всего | 4/21 | 12/33  | 5/25 | 9/19   | 9/26   | 12/31  | 2/10   | 53(27)/165 |
| Энтони Джошуа      | Процент попаданий                 | 19 % | 36,4 % | 20 % | 47,4 % | 36,4 % | 38,7 % | 20 %   | 32,1 %     |
|                    |                                   |      |        |      |        |        |        |        |            |
| Александр Поветкин | Попаданий (из них в корпус)/всего | 0/2  | 2/11   | 0/9  | 0/2    | 0/7    | 1/4    | 1/3    | 4(1)/38    |
| Александр Поветкин | Процент попаданий                 | 0 %  | 18,2 % | 0 %  | 0 %    | 0 %    | 25 %   | 33,3 % | 10,5 %     |

Силовые удары
| Боксёр             | Раунд                             | 1      | 2      | 3      | 4    | 5      | 6      | 7      | Всего     |
| ------------------ | --------------------------------- | ------ | ------ | ------ | ---- | ------ | ------ | ------ | --------- |
| Энтони Джошуа      | Попаданий (из них в корпус)/всего | 4/13   | 3/10   | 4/16   | 6/10 | 0/9    | 9/16   | 11/17  | 37(2)/91  |
| Энтони Джошуа      | Процент попаданий                 | 30,8 % | 30 %   | 25 %   | 60 % | 0 %    | 56,3 % | 64,7 % | 40,7 %    |
|                    |                                   |        |        |        |      |        |        |        |           |
| Александр Поветкин | Попаданий (из них в корпус)/всего | 5/17   | 11/28  | 6/19   | 7/28 | 8/24   | 5/24   | 1/3    | 43(9)/143 |
| Александр Поветкин | Процент попаданий                 | 29,4 % | 39,3 % | 31,6 % | 25 % | 33,3 % | 20,8 % | 33,3 % | 30,1 %    |

### Судейские записки
| Судья           | Боксёры            | Счёт |
| --------------- | ------------------ | ---- |
| Карлос Сукре    | Энтони Джошуа      | 59   |
| Карлос Сукре    | Александр Поветкин | 55   |
|                 |                    |      |
| Жан Робер Лайн  | Энтони Джошуа      | 58   |
| Жан Робер Лайн  | Александр Поветкин | 56   |
|                 |                    |      |
| Маттео Монтелла | Энтони Джошуа      | 58   |
| Маттео Монтелла | Александр Поветкин | 56   |

## Андеркарт
В таблице перечислены результаты всех поединков боксёров.
В каждой строке указан результат поединка. Дополнительно номер поединка обозначен цветом, который обозначает итог поединка. Расшифровка обозначений и цветов представлена в нижеследующей таблице.
| Пример | Расшифровка                     |
| ------ | ------------------------------- |
|        | Победа                          |
|        | Ничья                           |
|        | Поражение                       |
|        | Планируемый поединок            |
|        | Поединок признан несостоявшимся |
| КО     | Нокаут                          |
| ТКО    | Технический нокаут              |
| PTS    | Решение судей (по очкам)        |
| UD     | Единогласное решение судей      |
| MD     | Решение большинства судей       |
| SD     | Раздельное решение судей        |
| RTD    | Отказ от продолжения боя        |
| DQ     | Дисквалификация                 |
| NC     | Поединок признан несостоявшимся |

| Боксёр                      | Итог боя | Боксёр                           | Примечания |
| --------------------------- | -------- | -------------------------------- | --- |
| Энтони Джошуа (21-0, 20 KO) | TKO7(12) | Александр Поветкин (34-1, 24 KO) | Бой за титулы чемпиона мира в тяжёлом весе по версиям: WBA Super (3-я защита Джошуа), IBO (3-я защита Джошуа), IBF (6-я защита Джошуа), WBO (1-я защита Джошуа). Победа Энтони Джошуа техническим нокаутом в 7-м раунде 12-раундового поединка. |
| Люк Кэмпбелл (18-2, 15 KO)  | UD12(12) | Айван Менди (40-4-1, 19 KO)      | Рейтинговый бой. Победа Кэмпбелла единодушным решением судьей (116—112, 118—111 и 119—109) в 12-раундовом бою. |
| Мэтти Аскин (23-3-1, 15 KO) | UD12(12) | Лоуренс Околи (9-0, 7 KO)        | Бой за титул чемпиона Британии по версии BBBofC (2-я защита Аскина). Победа Околи единодушным судейским решением (116—110, 114—112, 114—113). С Околи было снято три очка за нарушения.                                                         |
| Сергей Кузьмин (12-0, 9 KO) | RTD4(10) | Дэвид Прайс (22-5, 18 KO)        | Бой за титул вакантный титул WBA Inter-Continental в тяжёлом весе. Победа Кузьмина ввиду отказа Прайса продолжать бой после 4-го раунда в десятираундовом поединке                                                                              |
| Шахрам Гиясов (4-0, 3 KO)   | TKO4(6)  | Хулио Лагуна (14-0, 10 KO)       | Рейтинговый бой. Победа Гиясова техническим нокаутом в 4-м раунде в шестираундовом поединке. |

## После боя
В послематчевом интервью Энтони Джошуа объявил, что намеревается провести следующий поединок с тем, кого выберут фанаты. Он устроил опрос на своей странице в «Твиттере», в котором приняло участие 487 000 человек. По результатам опроса чемпион мира по версии WBC Деонтей Уайлдер (40-0, 39 KO) набрал 53 % голосов, бывший чемпион по версиям WBA, IBF, WBO и IBO, а также по версии боксёрского журнала The Ring Тайсон Фьюри (27-0, 19 KO) — 42 % голосов, а Диллиан Уайт (24-1, 17 KO) — 5 % голосов. В середине октября Эдди Хирн заявил, что переговоры по организации боя Джошуа — Уайлдер «сдвинулись с мёртвой точки». Однако 1 декабря 2018 года в Лос-Анджелесе состоялся поединок между двумя непобеждёнными боксерами, Тайсоном Фьюри и Деонтеем Уайлдером, который завершился вничью. После этого WBC санкционировал бой-реванш между Уайлдером и Фьюри, и предполагаемый поединок Джошуа — Уайлдер был отложен.
15 октября 2018 года Андрей Рябинский заявил, что Поветкин проведёт ещё от одного до трёх поединков на профессиональном ринге, после чего завершит карьеру. Также он отметил, что, скорее всего, в этом году россиянин больше не будет проводить поединки. Однако сам Поветкин заявил, что не собирается завершать карьеру в ближайшее время.
22 декабря 2018 года в Лондоне прошёл бой-реванш между британскими боксёрами-тяжеловесами Диллианом Уайтом и Дереком Чисорой. Поединок проходил с незначительным преимуществом Чисоры, но в 11-м раунде Уайт нокаутировал его и сразу после этого вызвал на бой Энтони Джошуа. Джошуа принял вызов на бой, однако Уайт заявил о том, что его гонорар, который ему предложил Джошуа (5 000 000 фунтов стерлингов) за этот поединок, слишком мал, и отказался от боя.
После отказов Уайлдера, Фьюри и Уайта от боя против Джошуа поединок, который должен был состояться 13 апреля 2019 года на стадионе «Уэмбли», был отменён. После отмены этого поединка самым вероятным соперником Джошуа стал непобеждённый американец Джаррелл Миллер (23-0-1, 20 KO). Бой Джошуа — Миллер должен был состояться 1 июня 2019 года в спортивном комплексе Madison Square Garden в Нью-Йорке, США, об этом было официально объявлено в феврале 2019 года. Однако в середине апреля 2019 года стало известно, что Джаррелл Миллер провалил несколько контрольных допинг-тестов подряд, и ему было отказано в выдаче боксёрской лицензии, из-за чего он утратил возможность бороться за чемпионские титулы против Джошуа. После инцидента с Миллером команда Джошуа нашла ему замену в лице другого американца — Энди Руиса-младшего (32-1), который в поединке с Джошуа, 1 июня 2019 года, одержал победу техническим нокаутом в 7-м раунде.